# Grisebachia incana
Grisebachia incana là một loài thực vật có hoa trong họ Thạch nam. Loài này được (Bartl.) Klotzsch mô tả khoa học đầu tiên năm 1838.